# ديفيد كالدويل (لاعب كرة قدم)
ديفيد كالدويل (بالإنجليزية: Dave Caldwell)‏ (7 مايو 1932 في المملكة المتحدة - 2 أغسطس 2017) هو لاعب كرة قدم بريطاني في مركزي الدفاع والظهير. لعب مع نادي أبردين ونادي روذرهام يونايتد ونادي غرينوك مورتون.

## وصلات خارجية
- ديفيد كالدويل (لاعب كرة قدم) على موقع قاعدة بيانات كرة القدم.إي يو (الإنجليزية)